# Verbunkos

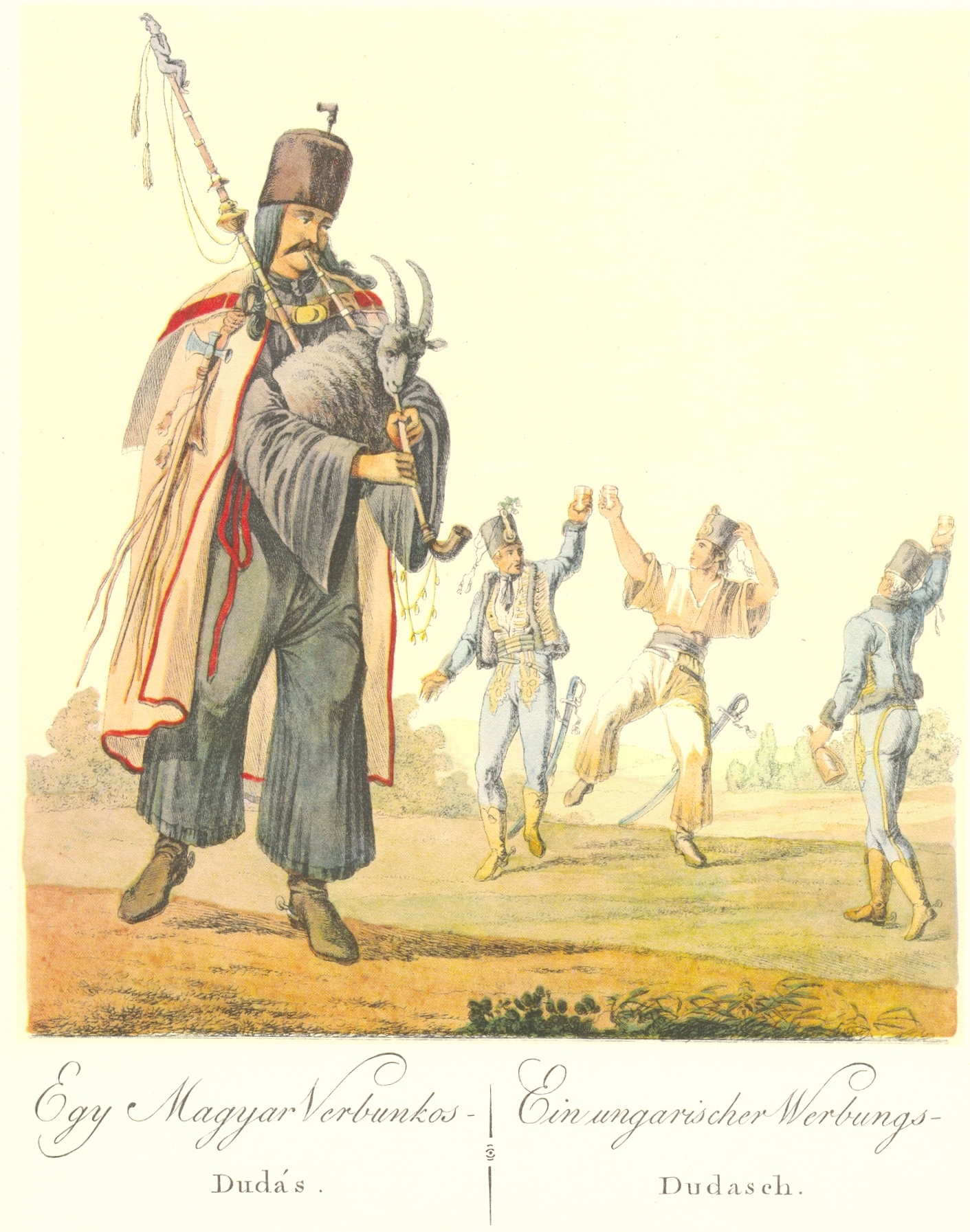
József Bikkessy Heinbucher: Dudelsackpfeifer bei der Soldatenwerbung (1816)

Der Verbunkos [ˈvɛɾbunkoʃ], auch hongroise („ungarischer Tanz“) ist ein ungarischer Tanz- und Musikstil, der im 18. Jahrhundert entstand.
Verbunkos leitet sich sprachlich vom deutschen Wort „werben“ ab und wurde ursprünglich bei der Anwerbung von Soldaten gespielt. Gegen Ende des 18. Jahrhunderts löste sich die Musik von ihrer ursprünglichen Funktion und erhielt durch die charakteristische Vortragsweise der Musiker, die zumeist Roma waren, ihren prägenden Stil. Roma gelten als die eigentlichen Träger des Verbunkos. Eine herausragende Rolle unter ihnen spielte der Prímás (erster Geiger und Ensembleleiter) János Bihari als bekanntester Komponist und Interpret von Verbunkos.
In der zweiten Hälfte des 19. Jahrhunderts kam der Verbunkos auch in die Opernhäuser. Zwei der bekanntesten Opern von Ferenc Erkel, Hunyadi László und Bánk bán, waren stark von diesem Musikstil beeinflusst.
Der erste Satz der Komposition Kontraste für Violine, Klarinette und Klavier (1938) von Béla Bartók hat die Bezeichnung Verbunkos: Moderato ben ritmico.
Sein Violinkonzert Nr. 2 ist ein weiteres Beispiel für den Verbunkos-Stil.

## Bedeutende Musiker des Verbunkos
- János Bihari
- Antal Csermák
- János Lavotta